# Giorgio Rusconi
Giorgio Rusconi (lat. Georgius de Rusconibus) († 1521 oder 1522), gebürtiger Mailänder, war von 1500 bis 1521 in Venedig als Buchdrucker tätig. 1500 druckte er vier Ausgaben zusammen mit Manfredo Bonelli, von 1515 bis 1517 druckte er auch zusammen mit Nicolò Zappino und Vincenzo Polo. Nach seinem Tod wurde die Druckerei von seinen Söhnen Giovanni Francesco und Giovanni Antonio weitergeführt.